# Associação Cultural Recreativa e Desportiva de Cabeçudo
A Associação Cultural Recreativa e Desportiva de Cabeçudo é um clube desportivo português, sediado no município da Sertã., na freguesia de Cabeçudo.
A agremiação dedica-se essencialmente à prática do futebol, tendo sido fundada em 1986 pelo padre Miguel Farinha, nome que posteriormente, e como forma de homenagem, foi dado ao campo de jogos de que a associação é proprietária,  
No breve tempo em que esteve em competições federadas da Associação de Futebol de Castelo Branco, teve como melhores classificações, um 5º lugar na temporada 2000/2001 e um 6º lugar em 2004/2005, época após a qual a equipa entrou num período de inactividade não voltando a disputar o campeonato distrital durante muitos anos.
Apesar de se ter equacionado o regresso ao futebol o mesmo nunca se deu, no entanto a forma de se conseguir salvar a associação, e conseguir a obtenção de lucros foi a formação de uma equipa de futsal amadora para participação em torneios locais.
Após alguns anos de inactividade a coletividade foi reativada em 2020, e regressou com o futebol sénior, participando desde a temporada de 2020/21 no campeonato distrital de Castelo Branco. 